# Gilleasbuig MacWilliam
Pour les articles homonymes, voir MacWilliam et Meic Uilleim.
Gilleasbuig MacWilliam (†  1229), dernier prétendant au trône d'Écosse issu des Meic Uilleim.

## Origine
Décrit par Walter Bower dans le Scotichronicon comme « un certain scot nommé Gillescop », Gilleasbuig MacWilliam est peut-être un fils de Donald MacWilliam .

## Prétendant
La révolte menée par  Gilleasbuig éclate dans les dernières années de la décennie 1220 lorsque avec sa troupe, il attaque Thomas de Thirlestane seigneur d'Abertaff sur le Loch Ness qui est tué. Il saccage ensuite la cité royale d'Inverness et la brûle.
Il est plus qu'un simple brigand, la Chronique de Lanercost le décrit comme un « des malfaisants hommes la race de Mac William » et le roi Alexandre II d'Écosse est obligé de mener campagne en personne contre lui - pour ce faire, il est à Elgin en juin 1228 -. Il laisse ensuite à William Comyn comte de Buchan son lieutenant le nord le soin d'achever la campagne. Gilleasbuig et ses deux fils sont tués en 1229.
On ignore qui capture et met à mort l'ultime descendante des Meic Uilleim une très jeune fille de Gilleasbuig juste sortie du « sein de sa mère » dont la tête est fracassée sur le croix de la place du marché de Forfar en 1230. Cette même année le roi passe Noël à Elgin et c'est peut-être cette occasion qu'il érige le comté de Ross en faveur de Farquhar Mac Taggart.

## Sources
- (en) G.W.S. Barrow Kingship and Unity Scotland 1000~1306 Edinburgh University Press, Edinburgh (1981)  (ISBN 074860104X).
- (en) Richard Oram, Domination and Lordship. Scotland 1070-1230 : The New Edinburgh History of Scotland III, Edinburgh, Edinburgh University Press, 2011 (ISBN 9780748614974).
- (en) R. Andrew McDonald, « Treachery in the remotest territories of Scotland: Northerne ressitance to the Canmore Dynasty 1130-1230 », Canadian Journal of History, vol. 33,‎ août 1999, p.161-192.